# Andrew Hulshult
Andrew Hulshult é um compositor e designer de som americano. Ele é mais conhecido pelo seu trabalho com a 3D Realms, bem como por suas contribuições em vários jogos de tiro em primeira pessoa, como Dusk, Quake Champions e Doom Eternal.

## Carreira
Hulshult mora em Dallas, Texas, onde vive desde a infância. Ele começou na indústria compondo para um remake de Duke Nukem 3D que acabou sendo cancelado. O CEO da Interceptor Entertainment, Frederik Schreiber, queria uma trilha sonora de heavy metal para o jogo e descreveu as demos de Hulshult como "de longe as melhores que receberam". Esse relacionamento acabou levando Hulshult a trabalhar no remake de 2013 de Rise of the Triad. Depois que a Interceptor se fundiu com a 3D Realms, ele continuou com a empresa em vários lançamentos da 3D Realms, incluindo Bombshell e Rad Rodgers .
Hulshult criou independentemente remakes para faixas clássicas de videogames de jogos como Quake II e Doom, a última das quais foi anexada ao mod Brutal Doom criado por Marcos "Sergeant_Mark_IV" Abenante. O mod ganhou o prêmio IGN SXSW de 2017 para "Fan Creation of the Year", e Hulshult recebeu o prêmio por Sergeant_Mark_IV, que não pôde comparecer.
Hulshult também continuou sua associação com o colaborador de Rise of the Triad, Dave Oshry, que se tornou CEO da New Blood Interactive. A empresa publicou Dusk e depois Amid Evil, ambos com faixas compostas por Hulshult.
Em julho de 2018, a Bethesda anunciou que uma nova trilha sonora do jogo para Quake Champions havia sido feita pelo "amável viking do metal, Andrew Hulshult". A atualização foi lançada algumas semanas depois.
Em novembro de 2018, o jogo indie Prodeus foi anunciado e, na campanha Kickstarter de março de 2019, Hulshult foi trazido para compor a trilha sonora.
Em uma entrevista de agosto de 2020 com a Bethesda Germany, os diretores de Doom Eternal, Marty Stratton e Hugo Martin, revelaram que selecionaram os artistas locais do Texas, Andrew Hulshult e David Levy como compositores do DLC The Ancient Gods, com Hulshult sendo frequentemente solicitado pelos fãs. Hulshult confirmou o anúncio.

## Trabalhos
| Ano       | Título                              | Notas                                                        |
| --------- | ----------------------------------- | ------------------------------------------------------------ |
| 2011      | Duke Nukem 3D: Reloaded (Cancelado) | Com Marcin Przybyłowicz                                      |
| 2013      | Rise of the Triad                   | Arranjos da trilha sonora de Bobby Prince e Lee Jackson      |
| 2014      | 3D Realms Anthology                 | Arranjos de músicas de vários jogos da 3D Realms .           |
| 2016      | Brutal Doom                         | Complemento de mod não-oficial                               |
| 2016      | Bombshell                           |                                                              |
| 2018      | Rad Rodgers                         |                                                              |
| 2018      | Dusk                                |                                                              |
| 2018      | Quake Champions                     | Com Chris Vrenna                                             |
| 2019      | Amid Evil                           |                                                              |
| 2020      | Wrath: Aeon of Ruin                 | Com Bjørn Jacobsen                                           |
| 2020      | Prodeus                             | Com James Paddock                                            |
| 2020      | Nightmare Reaper                    |                                                              |
| 2020–2021 | Doom Eternal                        | A expansão da campanha Ancient Gods, composta por David Levy |
| 2021      | Dusk '82                            | Trilha sonora em formato Chiptune                            |